# Santo Versace

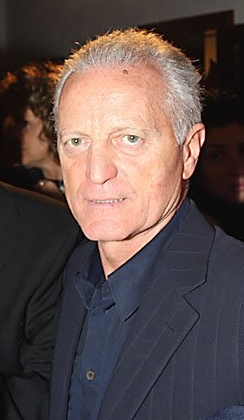
Santo Versace, 2008

Santo Versace (* 16. Dezember 1944 in Reggio Calabria, Italien) ist ein italienischer Unternehmer und Präsident des Luxusmodeunternehmens Gianni Versace S.r.l., von dem er 30 % der Aktien hält.
Er ist der Bruder von Donatella und Gianni Versace. 2008 wurde er für den Popolo della Libertà in die italienische Abgeordnetenkammer gewählt, 2011 verließ er die Fraktion der Regierungspartei.